# Altopiano di Ulagan
L'altopiano di Ulagan o altopiano Ulaganskoe (in russo Улаганское плато?, Ulaganskoe plato) è situato nella Siberia meridionale tra i monti Altaj. Si trova nell'Ulaganskij rajon della Repubblica dell'Altaj, in Russia.

## Geografia

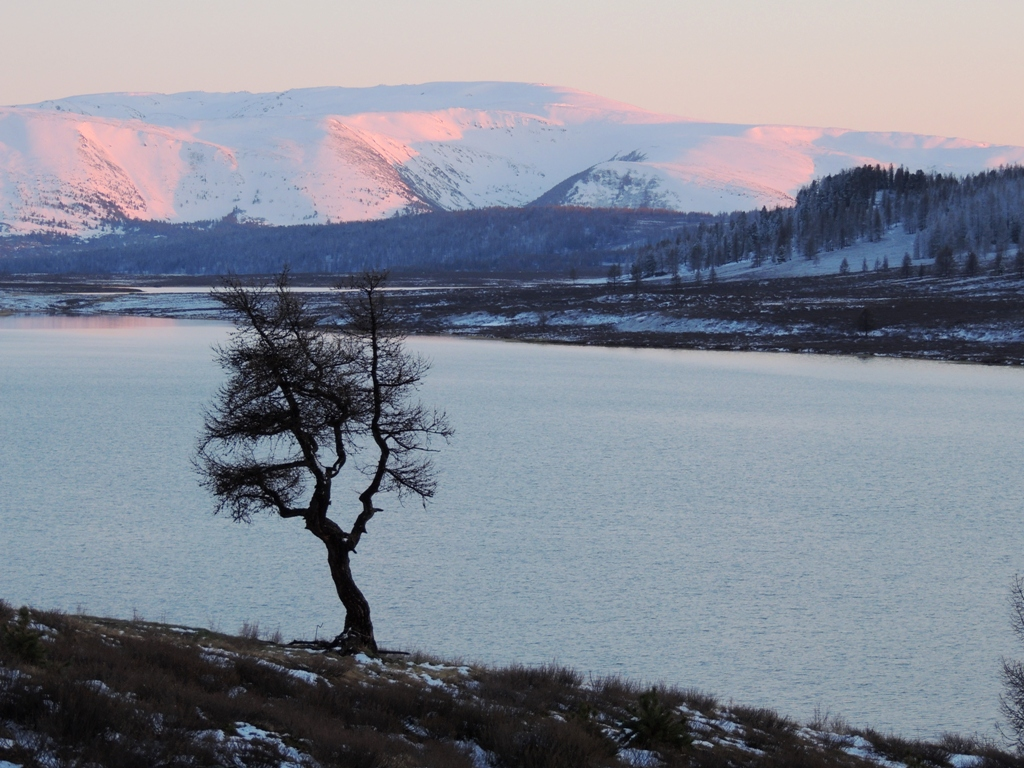
Il lago Uzunkël'

L'altopiano è diviso in due parti dal corso del Baškaus. La parte nord-orientale è delimitata a est dal fiume Čulyšman e dalle sue alture (Чулышманское нагорье), quella sud-occidentale confina a ovest con i monti Ajgulakskij e a sud con i Kurajskij.  L'altitudine media dell'altopiano varia tra 1 500 e 2 300 m.
Vi sono molti laghi e sono concentrati principalmente nei bacini degli affluenti di destra del Baškaus. I più grandi sono: Todinkël', Uzunkël', Čayokël' e Koldingol. Un altro gruppo di laghi è concentrato nella parte sud-occidentale dell'altopiano, i più grandi dei quali sono: il Sarulukël', i laghi Saryačekie (il maggiore dei quali è il Čagakël'), e i laghi dell'alta Čibitka (tra cui spicca l'Uzunköl). Per lo più i laghi sono affittati per la pesca e l'allevamento ittico.
Sul territorio ci sono gli insediamenti di Ulagan (centro amministrativo del rajon), Balyktujul', Pasparta e Kara-Kudjur.